# Občanský průkaz (film)
Občanský průkaz je film Ondřeje Trojana z roku 2010 podle stejnojmenné novely Petra Šabacha.

## Děj
Děj, který se odehrává v Praze během normalizace v letech 1973–1977, vypráví o partě spolužáků: Petr, který je hlavním hrdinou a vypravěčem, Popelka, Aleš a Míťa. Začíná kolem jejich 15. narozenin, kdy dostanou občanský průkaz, a vypráví tři roky jejich života a v závěru i jejich snahu získat modrou knížku.

## Výroba
Film se natáčel od 25. dubna 2009 do května 2010. Datum premiéry bylo stanoveno na 21. října 2010.

## Obsazení
| Libor Kovář        | Petr (Žába)              |
| Matouš Vrba        | Venca Jehlička (Popelka) |
| Jakub Šárka        | Aleš (Básník)            |
| Jan Vlček          | Míťa (Génius)            |
| Anna Geislerová    | máma Petra               |
| Martin Myšička     | táta Petra               |
| Jan Vaši           | Mates, Petrův brácha     |
| Kristýna Boková    | učitelka Pivoňková       |
| Václav Kopta       | rotný Pačes              |
| Marek Taclík       | táta Venci               |
| Jaromír Dulava     | tělocvikář               |
| Magdaléna Sidonová | ruštinářka               |
| Jana Šulcová       | ředitelka školy          |
| Oldřich Vlach      | major Pačes              |
| Jiří Macháček      | otec Fikota              |
| Lilian Malkina     | babička Míti             |
| Juraj Nvota        | otčím Aleše              |
| Matej Landl        | Zátylek                  |
| Lukáš Latinák      | Čambora ml.              |
| Jenovéfa Boková    | Hanka                    |
| Adam Kubišta       | brácha Popelky           |
| Věra Králová       | kuchařka                 |
| Jana Kepková       | Adélka Fikotová          |
| Nella Miščíková    | Zdenka Fikotová          |
| Jakub Janoš        | malý Pačes               |
| Ondrej Kovaľ       | celník                   |
| Jan Hrušínský      | policejní důstojník      |
| Lukáš Pavlásek     | hospodský                |
| Monika Sailerová   |                          |

## Recenze
Film získal nadprůměrná hodnocení :
- Eduard Spáčil, filmserver.cz, 4. října 2010 [3]
- Jaroslav Sedláček, Czinema.cz, 4. října 2010 [4]
- Vít Schmarc, MovieZone.cz, 6. října 2010 [5]
- František Fuka, FFFilm, 18. října 2010 [6]
- Marie Dostálová, Moviescreen.cz, 22. října 2010 [7]
- Kamil Fila, Aktualne.cz, 25. října 2010 [8]
- Janka Ryšánek Schmiedtová, NeKultura.cz 11. listopadu 2010 [9]
- Martin Novosad, FilmCZ.Info, 26. října 2010[10]